# Підземне сховище етану Катіф
Підземне сховище етану Катіф – об’єкт нафогазової інфраструктури Саудівської Аравії. 
Робота з етаном почалась в Саудівській Аравії ще наприкінці 1960-х, коли на газопереробному заводі Абкайк змонтували деетанайзер. А не пізніше початку 1980-х організували зберігання етану у одній з підземних структур південної частини нафтового родовища Катіф – саме сюди збирались закачувати надлишок етану, виділеного на установці фракціонування Джуайма до появи споживачів в майбутньому центрі нафтохімічної промисловості Джубайль.
Відомо, що в другій половині 2010-х інжинірингова компанія SNC-Lavalin Fayez розробила проект модернізації сховища, метою якого було відновлення його пропускної здатності на видачу на рівні 2,54 млн м3 етану на добу.